# Station Tulle
Station Tulle is een spoorwegstation in de Franse stad Tulle.